# Gare d'Exideuil-sur-Vienne
La gare d'Exideuil-sur-Vienne est une ancienne gare ferroviaire française de la commune d'Exideuil, dans le département de la Charente.
Elle n'est plus desservie depuis 2016.

## Situation ferroviaire
Établie à 151 mètres d'altitude, la gare d'Exideuil-sur-Vienne est située au point kilométrique (PK) 459,477 de la ligne de Limoges-Bénédictins à Angoulême, entre les gares de Chabanais et de Roumazières-Loubert.

## Histoire
La compagnie des Charentes obtient la concession de la ligne Angoulême-Limoges en 1868 elle est mise en service en 1875.

## Service des voyageurs

### Desserte
Exideuil-sur-Vienne n'est plus desservie par train depuis le 11 décembre 2016.